# Oldsmobile 442
Oldsmobile 442 (čita se četiri - četiri - dva) američki je automobil proizveden od tvrtke Oldsmobile, tvrtke kćeri General Motorsa (GM). Predstavljen je kao dodatna opcija već proizvedenim modelima F-85 i Cutlass. Proizvodnja i prodaja Oldsmobilea 442 trajala je od 1964. do 1971. godine. Redizajn ovog automobila i ponovna proizvodnja trajala je od 1985. do 1987. godine do 1989. Taj model imao pogon na stražnje kotače. Zadnja upotreba imena 442 za Oldsmobile-ove automobile bila je na modelu Cutlass Calais - Quad 442 (1990. – 1991.).

## Povijest

#### 1964.
Oldsmobile 442 stvoren je izvan konkurencije s Pontiacom. Ovaj model stvoren je kao odgovor na Pontiacov model Tempest GTO, koji je imao neočekivani uspjeh 1964. godine.
Zbog relativno kasnog uvođenja na tržište (treći kvartal 1964.) i ambiciozne prodajne politike modela Tempest GTO (ograničavanje automobila srednje veličine na 330 in³ - 5,4 L), Oldsmobileov automobil 442 predstavljen je tržištu kao konzervativni model.
Policijska verzija Oldsmobile 442 koristila je motor obujma 330 in³ (5,4 L), V8 motor, vruću bregastu osovinu te snagu automobila od 310 konjskih snaga (ks), odnosno 231,3 kW s 5200 okretaja u minuti.
Model iz 1964. godine imao je četvero-brzinski automatski mjenjač, te velike kotače i kočnice.
Cijenom od 285,14 $ bio je dostupniji od Oldsmobile-ovih modela F-85 ili Cutlass (izuzev karavanske verzije).
Američki "Motor Trend" testirao je raniju verziju modela 442 te uvrdio da 1560 kg teški automobil može postići:
- 0-60 mph (0-96 km/h) može postići za: 7,5 sekundi,
- četvrt milje može prijeći za: 15,5 sekundi (brzinom od 90 mph (140 km/h)),
- maksimalnu brzinu od: 116 mph (185,6 km/h).

Ukupno je prodano 2999 primjeraka ovog automobila

#### 1965.
Dok je zbog modela GTO, General Motors primio korporativne sankcije, Oldsmobile 1965. na svoj model 442 ugrađuje veći motor. Oldsmobile-ova poslovna politika bila je smanjiti cijene modela F-85 na 190,45 $ i 156,02 $ za model Cutlass.
Novi V8 motor obujma 400 in³ (6,6 L) postao je standard za 442. Snaga motora porasla je na 345 ks (257 kW) i 440 lb·ft (597 N·m). Standardni prijenos postaje tro-stupanjski ručni mjenjač s četiri brzine kao opcijom te Oldsmobile-ov dvo-stupanjski Jetaway automatski mjenjač kao alternativa.
Američki "Modern Rod" testirao je model iz 1965. s ručnim mjenjačem od četiri brzine te je dobiven sljedeći rezultat:
- četvrt milje može se prijeći za: 13,78 sekundi (brzinom od 102,73 mph (165 km/h)).

Američki "Car Life" testirao je model iz 1965. s automatskim mjenjačem te su dobiveni sljedeći rezultati:
- 0-60 mph (0-96 km/h) može postići za: 7,8 sekundi,
- četvrt milje može se prijeći za: 15,5 sekundi (brzinom od 89 mph (143 km/h)).

Ukupno je prodano 25.003 primjeraka ovog automobila.

#### 1966.
Oldsmobile 442 iz 1966. godine dijeli skromni "facelifting" s drugim Cutlass modelima. Ovaj model imao je dva motora koji su se u njega mogli ugraditi:
- L69 snage 360 ks (268 kW) i 440 lb·ft (597 N·m) okretnog momenta po cijeni od 264,54 $ i
- W30 (limitirana verzija).

Standardni motor, sada pod nazivom L78 imao je snagu od 350 ks (261 kW) i 440 lb·ft (597 N·m) okretnog momenta.
Zanimljivost ovog modela (s W30 motorom) je da je akumulator smješten u prtljažnik kako bi se napravilo mjesta za crijeva za zrak. Samo 54 automobila s W30 motorom izgrađeno je u tvornici Oldsmobile.
Standardni prijenos bio je tro-stupanjski ručni mjenjač te dvo-stupanjski Jetaway automatski mjenjač.
Unutar instrumentalne ploče uveden je okrugli brzinomjer umjesto horizontalnog brzinomjera s modela iz 1964. i 1965. godine. Ostatak osnovnih komandi na instrument ploči ostao je nepromijenjen.
Američki "Car Life" testirao je model 442 s L69 motorom te su dobiveni sljedeći rezultati:
- 0-60 mph (0-96 km/h) može postići za: 6,3 sekundi,
- četvrt milje može se prijeći za: 14,8 sekundi (brzinom od 97 mph (156 km/h)).

Američki "Motor Trend" testirao je sličan model te je postigao sljedeći rezultat:
- 0-60 mph (0-96 km/h) može postići za: 7,2 sekundi,
- četvrt milje može se prijeći za: 15,2 sekundi (brzinom od 96,6 mph).

Proizvodnja ovog modela pala je na 21.997 primjeraka.

#### 1967.
Styling i osnovni motor modela iz ove godine ostali su isti, osim što je usisni ventil povećan s 2.067 s 1.99. Dvo-stupanjski Jetaway automatski mjenjač zamijenjen s automatskim tro-stupanjskim Turbo-Hydramatic mjenjačem (kao što je bio slučaj s drugim automobilima srednje veličine iz General Motorsove divizije - Pontiac GTO, Chevrolet Chevelle SS-396 i Buick GS-400). Te godine uvedene su prednje disk kočnice kao opcija.
Američki automobilistički časopis "Cars" testirao je model iz te godine te postigao sljedeće rezultate:
- 0-60 mph (0-96 km/h) može postići za: između 6,5 i 6,7 sekundi,
- četvrt milje može se prijeći za: 14,1 sekundi (brzinom od 103 mph, odnosno 166 km/h).

Za razliku od modela iz prethodnih godina koji su temeljeni na platformama of F-85 ili Cutlass modela, Oldsmobile 442 iz 1967. ponuđen je i u sport coupe, holiday hardtop coupe i kabriolet verzijama. Standardna oprema obuhvaćala je auto-tepihe, vinilne presvlake te široke ovalne gume.
Proizvodnja je u odnosu na prethodnu godinu podignuta na 24.833 primjeraka.

#### 1968.
Oldsmobile 442 postaje odvojeni model od 1968. do 1971. godine. Međuosovinski razmak bio je 112 in, a preko 33.000 automobila prodano je 1968. godine. Obujam motora bila je 400 in³, dok je okretni moment bio između 3000 i 3200 okretaja u minuti. Raniji motori istog obujma imali su veći okretni moment, od 3600 okretaja u minuti.
Američki "Car Life" testirao je model 442 s Hydramatic mjenjačem iz 1968. te je postigao sljedeće rezultate:
- 0-60 mph (0-96 km/h) može postići za: 7,0 sekundi,
- četvrt milje može se prijeći za: 15,13 sekundi (brzinom od 92 mph ili 148 km/h),
- maksimalna brzina od: 115 mph (185 km/h).

Osnovni motor imao je snagu od 350 ks (261 kW), ali samo u modelima s ručnim mjenjačem standarda 3 brzine i neobvezatno 4 brzine. Modeli s automatskim mjenjačem imali su snagu motora od 325 ks (242 kW). Modeli s ugrađenim W30 motorom (koji se u limitiranim količinama ugrađivao u 442 iz 1966.) imali su snagu od 360 ks (268 kW).
Zanimljivost je da su svi motori s modela iz spomenute godine obojani brončano - bakrenom bojom.
1968. Oldsmobile se prvi puta udružio s tvrtkom "Hurst Performance Research Corporation" radi zajedničkog stvaranja "Hurst/Olds" mjenjača koji je u limitiranim količinama ugrađivan u ove modele. Tako je ukupno ugrađeno 515 Hurst/Olds mjenjača (459 u holiday coupe modele i 56 u sport coupe modele). S novim mjenjačem povećana je snaga motora (ks). Automobili su imali mnoga poboljšanja, kako "kozmetički" tako i mehanički. Sva vozila obojena su peruansko srebrnom bojom (Toronado boja).
Automobili su imali tri vrste motora:
- modificirani W30 Turbo motor obujma 455 in³ s automatskim mjenjačem,
- W45 motorom i
- W46 motorom.

W45 motor dobio je glave cilindra od W30 motora te bregastu osovinu s W31 motora.
Popularan, ali ne standardni paket opreme bio je drveni volan.
Model 442 iz 1968. s Hurst/Olds mjenjačem (snaga motora 380 ks) postigao je sljedeće rezultate:
- 0-60 mph (0-96 km/h) može postići za: 5,4 sekundi,
- četvrt milje može se prijeći za: 13,9 sekundi (brzinom od 103 mph).

#### 1969.
Model iz 1969. bio je veoma sličan onome iz 1968. osim nekih sitnih preinaka poput podešenja farova, drugačijeg ključa, mjesta za paljenje automobila i boje. Promjene na motoru i voznim osobinama automobila bile su minimalne. Vraćen je Hurst/Olds mjenjač te je automobil imao V8 motor.
Modeli s W32 motorom bili su dostupni samo s automatskim mjenjačem te ih je proizvedeno samo 297 (uključujući i po 25 primjeraka sport coupea i kabrioleta).
Model 442 iz 1969. s Hurst/Olds mjenjačem (snaga motora 380 ks) postigao je sljedeće rezultate:
- 0-60 mph (0-96 km/h) može postići za: 5,9 sekundi,
- četvrt milje može se prijeći za: 14,03 sekundi (brzinom od 101 mph).

#### 1970.
Oldsmobile počinje uvoditi V8 motore kao standardne za svoje 442 modele. Automobilistički časopisi u Americi tu su promjenu ovako prokomentirali: "Dr. Olds uvodi veliki V8 motor kao posebu izvedbu u proizvodnji automobila", kao djelo nekonvencionalno ludog znanstvenika.
Automobil je imao snagu od 365 ks (272 kW) i okretni moment od 500 lb·ft (680 N·m), dok je model s W30 motorom imao nešto jaču snagu - 370 ks (276 kW). Automobili snage 365 i 370 ks postizali su lošije ocjene zbog malog broja okretaja u minuti. Oba motora mogli su postići i veću snagu, tj. 410 i 420 ks (306 i 313 kW). Takvi automobili jačeg motora natjecali su se u utrci 500 milja Indianapolisa 1970. godine. Američki "Motor Trend" pohvalio je taj 442 model riječima: "to je vjerojatno najidentificiraniji super automobil u kući General Motorsa".
Pored standardnog modela s W30 motorom u ponudi je bio i onaj s W25 motorom.
Američki "Motor Trend" testirao je model 442 s W30 motorom s četiri brzinskim ručnim mjenjačem te je postigao rezultat od:
- četvrt milje može prijeći za: 14,2 sekundi (brzinom od 102 mph, tj. 164. km/h).

Međutim, "Motor Trend" je primijetio da su Oldsmobile-ovi test vozači s istim modelom postigli bolje rezultate, tj. 13,7 sekundi za četvrt milje.

#### 1971.
Model iz 1971. godine bio je dostupan u coupe i kabriolet verziji, dok je sport coupe verzija ukinuta, prvi puta od 1964. godine. Sport coupe verzija vraćena je samo 1972. godine. Standardni model imao je snagu od 340 ks (254 kW), dok je s W30 motorom postigao jaču snagu - 350 ks (261 kW).
Američki automobilistički časopis "Road Test" je s modelom s TH400 automatskim mjenjačem postigao sljedeće rezultate:
- 0-60 mph (0-96 km/h) može postići za: 8,9 sekundi,
- četvrt milje može se prijeći za: 15,2 sekundi (brzinom od 99 mph, tj. 159 km/h).

#### 1972.
Oldsmobile 442 1972. godine izlazi u četiri modela:  Cutlass Holiday coupe, Cutlass S sport coupe, Holiday coupe i Cutlass Supreme kabriolet.
442 mogao se naručiti s dodatnom W30 opcijom, koja je uključivala i dalje moćni L77 455 motor koji proizvodi 300 ks (220 kW) s okretnim momentom od 410 lb·ft (556 N·m). Moćne kočnice bile su dostupne samo u modelima s automatskim mjenjačem.
Napravljeno je samo 113 Cutlass Supreme kabrioleta s W30 opcijom i 459 coupe modela s W30 opcijom što ih zbilja čini raritetima.
Specijalno izdanje s Hurst/Olds mjenjačem predstavljeno je na automobilističkoj utrci 500 milja Indianapolisa 1972. godine.

#### 1973.
Očekivalo se da bi model iz 1973. mogao biti predstavljen tržištu već 1972., no zbog štrajka radnika to je odgođeno do 1973. Stražnji prozori bili su fiksni, dok je krov automobila dodatno ojačan zbog standarda koje je nametnula američka vlada. Ovi su automobili nekoliko stotina funti (funta = američka mjera za težinu, 1 funta = 0,453 kg) teži i nešto veći od svojih prethodnika iz 1972. Ipak, posebnom dodatnom opremom uvodila se politika proizvodnje kojom bi se američke potrošače pokušalo "odviknuti" od velikih, moćnih automobila.
Model "V" iz 1973. godine prodavao se samo s četiri brzinskim M-20 sustavom prijenosa. Te godina bila je značajna i po tome što je bila posljednja kada su se uvodili automatski mjenjači u automobile "A" tipa tijela.
Snaga motora automobila ovisno o modelu bila je:
- K model - 180 ks (134 kW),
- M model - 200 ks (150 kW),
- U model - 250 ks (186 kW) i
- V model - 270 ks.

Model "V" bio je dostupan i s Olds/Hurst mjenjačem, dok "V" i "U" modeli koriste Turbohydramatic 400 sustav prijenosa.

##### Uvođeni motori
| Godina proizvodnje | Vrsta i obujam motora    | Izvedba motora | Snaga                        |  |  |
|                    |                          |                |                              |  |  |
| 1972.              | L32 motor obujma 350 in³ | V8 motor       | 160 ks i 275 lb·ft (373 N·m) |  |  |
| 1972.              | L34 motor obujma 350 in³ | V8 motor       | 180 ks i 275 lb·ft (373 N·m) |  |  |
| 1972.              | L34 motor obujma 350 in³ | V8 motor       | 200 ks i 275 lb·ft (373 N·m) |  |  |
| 1972.              | W30 motor obujma 455 in³ | V8 motor       | 300 ks i 410 lb·ft (556 N·m) |  |  |
| 1972.              | L75 motor obujma 455 in³ | V8 motor       | 250 ks i 370 lb·ft (502 N·m) |  |  |
| 1972.              | L75 motor obujma 455 in³ | V8 motor       | 270 ks i 370 lb·ft (502 N·m) |  |  |
| 1973./1976.        | motor obujma 231 in³     | V6 motor       | -                            |  |  |
| 1973./1976.        | motor obujma 455 in³     | V8 motor       | -                            |  |  |
| 1973./1978.        | motor obujma 455 in³     | V8 motor       | -                            |  |  |
| 1976./1978.        | motor obujma 260 in³     | V8 motor       | -                            |  |  |
| 1977./1978.        | motor obujma 403 in³     | V8 motor       | 185 ks i 320 lb·ft (434 N·m) |  |  |

Zanimljivo je spomenuti da su svi ugrađeni motori bili Oldsmobile-ove proizvodnje osim Buick-ovog V6 motora obujma 231 in³ koji se uvodio od 1973. do 1976. godine.

#### 1978.
Oldsmobile je odlučio proizvoditi ograničenu količinu modela 442. Pretežno su se ugrađivali V6 motori obujma 3.8L, te nije bio dostupan stariji Oldsmobile-ov V8 motor obujma 350 in³. Specijalno izdanje s Olds/Hurst mjenjačem ponuđeno je 1979. godine.
Uvedena su četiri motora i to:
| Godina proizvodnje | Obujam motora        | Izvedba motora |  |  |  |
|                    |                      |                |  |  |  |
| 1978.              | motor obujma 231 in³ | V8 motor       |  |  |  |
| 1978.              | motor obujma 260 in³ | V8 motor       |  |  |  |
| 1978.              | motor obujma 305 in³ | V8 motor       |  |  |  |
| 1979.              | -                    | V8 motor       |  |  |  |

#### 1979.
Oldsmobile je izdao limitiranu količinu automobila s Olds/Hurst mjenjačem. Uveden je V8 motor obujma 350 in³ te tri stupanjskim automatskim mjenjačem.
Ponuđen je u samo dvije boje i to:
- zlatnoj boji nanesenoj preko prije stavljene bijele boje i
- zlatnoj boji nanesenoj preko prije stavljene crne boje.

Proizvedeno je samo 2.000 primjeraka ovog automobila.

#### 1980.
Kao i njegov prethonik i model iz 1980. proizveden je također u ograničenim količinama te u samo dvije iste boje. 
Proizvedeno ih je 886 primjeraka i to: 
- u zlatnoj boji nanesenoj preko prije stavljene bijele boje - 346 primjeraka,
- u zlatnoj boji nanesenoj preko prije stavljene crne boje - 540 primjeraka.

Cijena automobila iznosila je 6.919,57 USD, dok je model s dodatnom opremom bio skuplji za 1.255,12 USD (preciznije, model s full opremom stajao je 8.174,69 USD). Opremljeni model imao je V8 motor obujma 5.7L i Turbo Hydromatic 350 sustav prijenosa.

#### 1985. – 1989.
Modeli rađeni u tom razdoblju bili su bazirani na General Motorsovoj G platformi (G tijelo). Automobili imaju ugrađen V8 motor obujma 5.0L. 
3.000 proizvedeno ih je u prvoj godini te su svi rasprodani relativno brzo. 1986. godine proizvedeno ih je 4.273, dok je 1987. nešto smanjena na 4.208 automobila. Automobili su imali automatski mjenjač dok je model iz 1985. godine koristio THM 200-4R sustav prijenosa. Te godine automobili imali su snagu od 180 konjskih snaga dok je 1986. ona smanjena na 170 ks.

#### 1990. – 1991.
Zadnja upotreba imena 442 za Oldsmobile-ove automobile bila je na modelu Cutlass Calais - Quad 442 (1990. – 1991.). Ti modeli imali su prednji pogon te su koristili General Motorsove motore LG0 Quad-4 obujma 2.3 L. Motor je imao snagu od 180 ks (134 kW) s pet brzinskim ručnim mjenjačem.
Niska proizvodnja ovog automobila nagnala je Oldsmobile da krajem 1991. godine uvodi umjesto W40, jače W41 motore snage 190 ks (142 kW) s drugačijim mjenjačem s prijenosom od pet brzina.
Ovaj model proizvodio se samo dvije godine:
1990. - "W40 motor" - 2629 primjeraka,
1991. - "W40 motor" - 1160 primjeraka i
1991. - "W41 motor" - 204 primjeraka.
Ovaj model ime 442 nosi prema svojim tehničkim karakteristikama:
- 4 - četiri cilindarski motor,
- 4 - četiri ventila po cilindru i
- 2 - dvije bregaste osovine.

Zanimljivo je spomenuti da se unutar General Motorsa, Oldsmobile-ov automobil Achieva SCX iz 1992. i 1993. naziva 442, no ne u smislu Oldsmobilea 442.

## Originalno značenje imena "442"
Zajednička zabluda je da se ime "442" koristi pri izračunavanju obujma motora u kubnim inčevima (in³). Također, postoje dva značenja imena "442" (1964. i 1965.)
Model iz 1964. (originalno značenje)
- 4 - Four Barrel Carburetion (eng.)
- 4 - Four On the Flours (eng.)
- 2 - Dual Exhaust (eng.)

Model iz 1965. (prvi puta izlazi model s automatskim i ručnim mjenjačem s tri brzine)
- 4 - obujam od 400 kubičnih inčeva
- 4 - Four Barrel Carburetion (eng.)
- 2 - Dual Exhaust (eng.)

1965. godine konačno je definirano ime "442" Oldsmobile-ovog modela. U godinama nakon 1965. drugačija značenja i obilježja imena "442" bila su slučajna. Od 1968. do 1971. ovaj automobil prodavan je kao odvojeni model.

## Oldsmobile 442 u pjesmama
- Sastav "Primus" u pjesmi "Jerry Was a Race Car Driver" pjeva o Jerryju koji vozi Oldsmobile 442.
- Sastav "Blondie" također ima pjesmu posvećenu ovom automobilu - "Detroit 442".
- U pjesmi "Days of Graduation" sastava "Drive-By Truckers" govori se o mladome tinejdžeru koji je razbio taj model automobila, govoreći o detaljima nesreće.
- Bruce Springsteen u alternativnoj / ranijoj verziji "Thunder Road", nazvanoj "Wings of Wheels" spominje model 442.
- Philadelphijski sastav "The Lilys" nebrojeno puta spominje Oldsmobile 442 u pjesmi "Dimes Make Dollars" s albuma "The 3 Way".
- Chris Knight pjesmom "My Old Cars" govori kako je kupio model 442 crne boje.
- U video spotu "Stay the Night" sastava "Chicago", prikazuje se automobilska potjera u kojoj sudjeluje Oldsmobile 442.
- Sastav "True Stories" na svome albumu jednu je pjesmu nazvao "Oldsmobile 442".
- U duetu "Goodies" pjevačice Ciare i Peteyja Pabla korišten je Oldsmobile 442

## Oldsmobile 442 na filmu
- Automobil Oldsmobile 442 vozili su Sylvester Stallone i Sandra Bullock u filmu "Razbijač" (Demolition Man) iz 1993. godine. Za potrebe filma korišten je model iz 1970. godine.
- Model iz 1970. koristio se u filmu "Black cat run" (1998.).
- Model iz 1971. koristio se u filmu "Practical Magic" iz 1998. u kojem se proslavio hrv. glumac Goran Višnjić glumeći sa Sandrom Bullock i Nicole Kidman.
- Model iz 1972. koristio se u filmu "The next Karate Kid (1994.)".